# Jordana Spiro
Jordana Spiro, née le 12 avril 1977 à New York, est une actrice et réalisatrice américaine.

## Biographie
Jordana Spiro a étudié l'art dramatique au Circle in the Square Theatre de New York et à la Royal Academy of Dramatic Art de Londres. Après avoir fait partie de la distribution principale de la série Les Associées (2000-2001), elle obtient le rôle principal de la série My Boys (en) (2006 à 2010). En 2011, elle joue un rôle secondaire dans Effraction de Joel Schumacher face à Nicolas Cage et Nicole Kidman. En 2012-2013, elle joue le rôle principal de la série The Mob Doctor.

## Filmographie

### Actrice

#### Cinéma
- 1999 : Une nuit en enfer 3 : La Fille du bourreau : Reece
- 2005 : La Main au collier : Sherry
- 2009 : The Goods: Live Hard, Sell Hard : Ivy Selleck
- 2011 : Effraction : Petal
- 2021 : Fear Street, partie 1 : 1994 (Fear Street Part 1: 1994) : Mary Lane
- 2021 : Fear Street, partie 2 : 1978 (Fear Street Part 2: 1978) : Mary Lane
- 2021 : Fear Street, partie 3 : 1666 (Fear Street Part 3: 1666) : Mary Lane / la Veuve

#### Télévision
- 1996 : If These Walls Could Talk (téléfilm) : Alison
- 1997 : Buffy contre les vampires (série télévisée, saison 2 épisode 5) : Callie Anderson
- 1998 : Les Dessous de Palm Beach (série télévisée, saison 7 épisode 14) : Freddie Benton
- 1998 : Beverly Hills 90210 (série télévisée, saison 9 épisode 3) : Carrie Knox
- 2000 : Undressed (série télévisée, 3 épisodes) : Merrith
- 2000-2001 : Les Associées (série télévisée, 28 épisodes) : Brandi Thorson
- 2005 : Les Experts : Manhattan (série télévisée, saison 1 épisode 13) : Tavia Greenburg
- 2005 : Cold Case : Affaires classées (série télévisée, saison 2 épisode 14) : Suzanne
- 2005 : JAG (série télévisée, 3 épisodes) : Lieutenant Catherine Graves
- 2006-2010 : My Boys (en) (série télévisée, 49 épisodes) : P.J. Franklin
- 2011 : La Loi selon Harry (série télévisée, 7 épisodes) : Rachael Miller
- 2011 : Dexter (série télévisée, saison 6 épisodes 10 et 11) : Beth Dorsey
- 2012 - 2013 : The Mob Doctor (série télévisée, 13 épisodes) : Dr Grace Devlin
- 2013 - 2014 : The Good Wife (série télévisée, 4 épisodes) : inspecteur Jenna Villette
- 2014 : Tyrant (série télévisée, saison 1 épisode 1) : Dana
- 2015 - 2016 : Blindspot (série télévisée, 10 épisodes) : Sarah Weller, la sœur de Kurt
- 2017 : Ozark (série télévisée, 10 épisodes) : Rachel, gérante du Blue Cat
- 2022 : New York, unité spéciale (saison 23, épisode 22) : Delia Hackman
- 2024 : New York, unité spéciale (saison 25, épisodes 5, 6, 8, 10 et 12) : agent du FBI Shannah Sykes

### Réalisatrice

#### Court métrage
- 2009 : The Off Track
- 2010 : Exit the Castle
- 2012 : Skin

#### Long métrage
- 2018 : Long Way Home (Night Comes On)

### Scénariste

#### Court métrage
- 2012 : Skin
- 2012 : Ladybug

#### Long métrage
- 2018 : Long Way Home (Night Comes On)